# ジェームズ・エイガー (初代クリフデン子爵)
初代クリフデン子爵ジェームズ・エイガー（英語: James Agar, 1st Viscount Clifden PC (Ire)、1734年3月25日 – 1788年12月29日）は、アイルランド王国の政治家、貴族。弟に初代ノーマントン伯爵チャールズ・エイガーがいる。

## 生涯
アイルランド庶民院議員ヘンリー・エイガー（1746年11月18日没）とアン・エリス（Anne Ellis、ウェルボア・エリスの娘）の息子として、1734年3月25日に生まれた。
1753年から1760年までゴウラン選挙区の代表としてアイルランド庶民院議員を務めた後、1761年にキルケニー・カウンティ選挙区に転じ、1776年に再びゴウラン選挙区に転じた。1768年の選挙ではゴウラン選挙区とトマスタウン選挙区でも当選したが、キルケニー県選挙区の代表として議員を務めた。1776年7月27日にアイルランド貴族であるキルケニー県におけるゴウランのクリフデン男爵に叙され、1777年10月14日にクリフデン男爵としてアイルランド貴族院議員に就任した。1781年1月12日、同じくアイルランド貴族であるキルケニー県におけるゴウランのクリフデン子爵に叙され、同年10月9日にクリフデン子爵としてアイルランド貴族院議員に就任した。
1771年にアイルランド歳入長官（Commissioner of the Revenue）、1776年にアイルランド関税長官（Commissioner of the Excise）に任命され、いずれも1785年まで務めた。子爵叙爵の後、1784年10月16日にアイルランド枢密院の枢密顧問官に任命され、同年から死去までアイルランド郵政長官の1人を務めた。
1788年12月29日にゴウランにて没、同地で埋葬された。息子ヘンリー・ウェルボアが爵位を継承した。

## 家族
1760年3月20日、ルシア・マーティン（Lucia Martin、1732年頃 – 1802年7月26日、陸軍大佐ジョン・マーティンの娘）と結婚、3男1女をもうけた。
- ヘンリー・ウェルボア（1761年 – 1836年） - 第2代クリフデン子爵、第2代メンディップ男爵
- ジョン・エリス（John Ellis、1764年12月31日 – 1797年1月3日） - 1792年3月11日、ハリエット・フラワー（Harriet Flower、1813年6月14日没、第2代アシュブルック子爵ウィリアム・フラワーの娘）と結婚
- チャールズ・バグナル（Charles Bagenal、1769年8月13日 – 1811年6月11日） - 1804年11月15日、アンナ・マリア・ハント（Anna Maria Hunt、1851年3月3日没、トマス・ハントの娘）と結婚、子供あり。初代ロバーツ男爵トマス・エイガー＝ロバーツ（英語版）の父
- アン・エミリア（Anne Emilia、1821年没）